# Octavian Bellu
Octavian Bellu (Ploieşti, Rumania, 17 de febrero de 1951) es un entrenador de gimnasia artística rumano. Ha sido entrenador del equipo femenino rumano de gimnasia artística en varias ocasiones. 

## Biografía

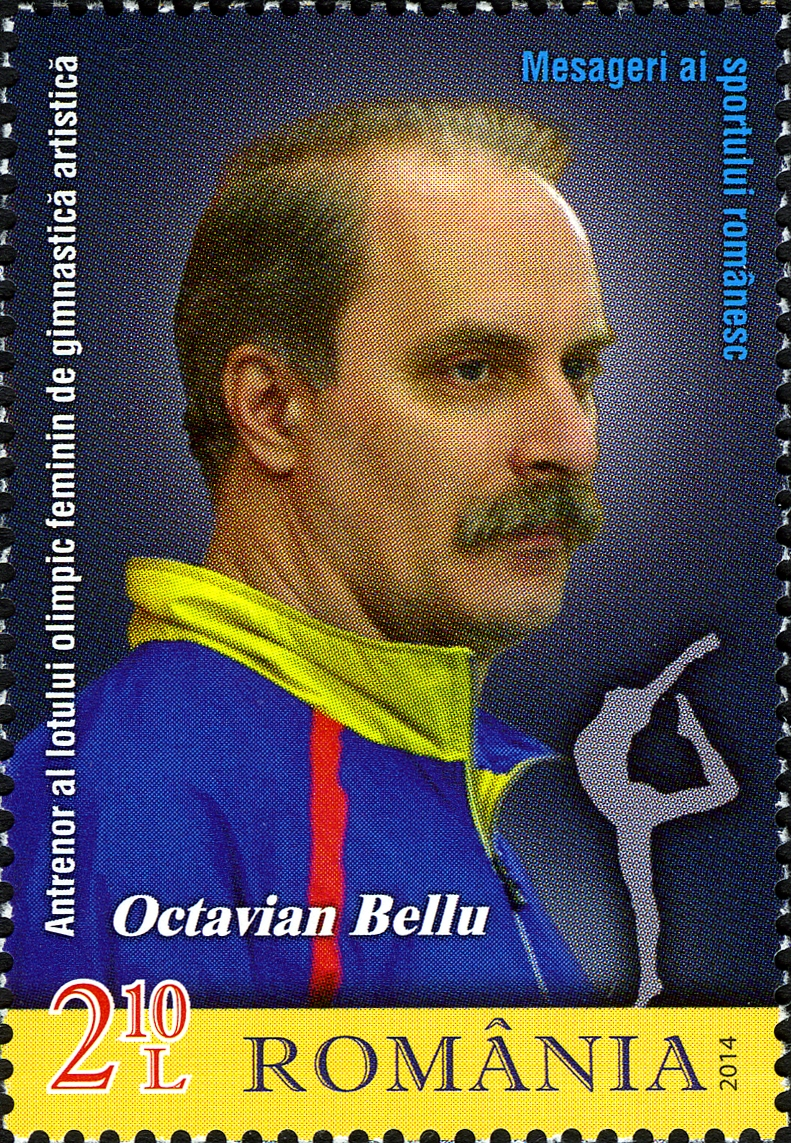

Bellu, junto a Mariana Bitang, ha dirigido el equipo rumano de gimnasia artística durante dos periodos, entre 1990 y 2005 y desde 2010 hasta mayo de 2012. Liderada por Octavian Bellu el equipo nacional de Rumania ganó cinco títulos mundiales y dos olímpicos. Desde la ruptura de la Unión Soviética en 1991 ha sido el entrenador con el mayor número de medallas de oro conseguidas por sus alumnas. El entreno a Lavinia Miloşovici, Andreea Răducan, Simona Amânar, Gina Gogean, Cătălina Ponor y Larisa Iordache. Mientras que fue entrenador del equipo nacional rumano sus alumnas consiguieron 82 medallas, 59 en los campeonatos mundiales y 23 en las olimpiadas. El 30 de mayo de 2009 fue incluido en el Paseo de la Fama de los Gimnastas (International Gymnastics Hall of Fame) por ser el más exitoso entrenador del mundo.